# Савада, Тайдзи
Тайдзи Савада (яп. 沢田 泰司 Савада Тайдзи, 12 июля 1966 — 17 июля 2011) — японский певец, композитор, музыкант. Участник и бас-гитарист X Japan, а также ещё нескольких японских рок-групп.

## 1982—1992 Ранние группы и X Japan
После окончания средней школы Тайдзи создал свою первую группу, где был бас-гитаристом и вокалистом одновременно. В июле 1984 его группа распалась. Тогда Савада поменял вокал на бас-гитару и присоединился к метал-группе «Dynamite». Однако он также параллельно пробовал себя ещё в нескольких проектах, поэтому смог присутствовать только на трех концертах X Japan. В 1985 году он вообще не присутствовал ни на одном из концертов, так как в это время пробовал себя одновременно в «Prowler» и «Dead Wire». 
Однако оба эти проекта распались, и в конце 1986 года Савада официально присоединился к X Japan как бас-гитарист. Также Тайдзи написал музыку для «Phantom of Guilt», «Desperate Angel» и «Voiceless Screaming». 
В феврале 1992 года Тайдзи Савада покинул X Japan — по официальной причине из-за разногласий с другими членами группы. В автобиографии Савада утверждал, что его попросили уйти из-за конфликта с Yoshiki на почве различия доходов.

## 1992—2006 Loudness, D.T.R, Cloud Nine
В апреле 1992 года Тайдзи Савада был приглашен участниками группы Loudness присоединиться к ним. В ноябре 1993 Савада покинул Loudness после записи всего одного серийного и одного концертного альбомов. В июле 1994 года он создал собственную группу и назвал её D.T.R, куда набрал музыкантов из разных коллективов: Мицуо Такэути — вокал, Тайдзи Фудзимото — гитара и Тосихико Окабэ на барабанах.
В начале 1995 года к группе присоединился второй гитарист Томоюки Курода. Однако группа распалась в середине 1995 года, так как вскоре после присоединения Куроды ушёл Тайдзи Фудзимото, за ним последовал Мицуо Такэути. Тем временем Савада развелся с женой и стал бездомным. В 1998 году Тайдзи Савада основал Cloud Nine, однако в начале 2001 года она распалась из-за разногласий между членами группы.. Однако вскоре они вновь воссоединились и продолжили играть, но уже без Савады. Затем Савада создает «Otokaze» со своей сестрой Масаё в качестве вокалистки, группа выпустила один одноимённый альбом 9 ноября 2004 года и вскоре распалась. В 2005 году Тайдзи попадает в автомобильную аварию и серьёзно повреждает ноги. В начале 2006 года Савада воссоздает D.T.R но уже с новым составом.

## 2006—2009 Taiji with Heaven’s, The Killing Red Addiction
Параллельно в апреле 2006 года Тайдзи создает «Taiji with Heaven’s» из двух человек: себя в качестве бас-гитариста и вокалиста Дая; позже к ним также присоединяется гитарист Рютаро. Группа начала свою деятельность в 2009 году, а в мае 2010 года к ним присоединился барабанщик Таканари. Они выпустили свой первый альбом 13 января 2011 года. В 2007 году Тайдзи вернулся в Cloud Nine в качестве бас-гитариста. Также параллельно он начал выступать в группе «The Killing Red Addiction» вместе с гитаристом Тацу, барабанщиком Кэндзи и вокалистом Томми. 
Дебютное выступление было проведено 22 июня 2009 в Лос-Анджелесе, второе выступление состоялось в Осаке 29 декабря 2009 года. После этого группа приостановила деятельность.
В декабре 2008 года друзья Тайдзи написали в своих блогах, что из-за большого объёма работы заболевание Тайдзи, связанное с аварией ухудшилось, и что 2 декабря 2008 года он был госпитализировал в больницу с сердечным приступом и сильными болями в груди и горле
В конце 2009 года официально распалась D.T.R, так как все, кроме гитариста Томоюки, ушли из-за разногласий. Но причиной также было то, что один из участников тайно продал авторские права нескольких песен другим группам, не посоветовавшись с остальными. Также участники D.T.R не могли больше получать стабильного дохода с выступлений.

## 2010—2011 TSP и присоединение к X Japan
В 2010 году Тайдзи Савада создал TSP, где собрал участников своих предыдущих проектов. Тайдзи Савада на бас-гитаре, Шу Хонь (Cloud Nine) на гитаре, Дай (Taiji with Heaven’s) на вокале, и Хина (D.T.R) на барабанах.
12 августа 2010 года Тайдзи заявил, что будет выступать как специально приглашенный гость на концерте недавно воссоединившейся X Japan 14 и 15 августа в Йокогаме.
9 октября 2010 года TPS покинул вокалист Дай, ему на замену пришёл Хироси Маруки. Это привело к задерживанию выхода дебютного альбома.
23 января 2011 года Taiji with Heaven’s покинул Рютаро.

## Арест и самоубийство
11 июля 2011 года Тайдзи Савада, находясь в состоянии алкогольного опьянения, начал приставать к стюардессе на борту самолёта, летевшего на Сайпан. В аэропорту его попытались арестовать сотрудники охраны, однако он оказал им сопротивление и разбил нос одному из полицейских. Он был направлен в камеру предварительного заключения в ожидании суда по обвинению в пьяном дебоше и нападении на представителя правопорядка. 
Днем 14 июля охранник обнаружил Тайдзи Саваду повесившимся на простынях в тюремной камере. Он был срочно доставлен в больницу, однако обследование показало, что мозг музыканта уже мёртв. 17 июля 2011 в 11:00 по местному времени он по решению семьи был отключен от аппарата искусственного жизнеобеспечения.